# Eugenia cristata
Eugenia cristata är en myrtenväxtart som beskrevs av Charles Wright. Eugenia cristata ingår i släktet Eugenia och familjen myrtenväxter. Inga underarter finns listade i Catalogue of Life.